# Krym Girej (dowódca)
Krym Girej (zm. 1651) – sołtan kałga krymski, dowodził wyprawami tatarskimi na Rzeczpospolitą, zginął w bitwie pod Beresteczkiem.